# 阿菲斯尔
阿菲斯尔是奥地利上奥地利州罗尔巴赫县的一个市镇。总面积14平方公里，总人口437人，人口密度31.2人/平方公里（2005年）。